# Tràgul d'Indonèsia petit
El tràgul d'Indonèsia petit (Tragulus kanchil) és una espècie d'artiodàctil de la família dels tragúlids.

## Descripció
És un dels ungulats més petits coneguts, amb una mida adulta d'uns 45 cm i una massa corporal < 2,2 kg.
Els seus grans ulls i el seu nas petit, li atorguen aspecte de rosegador, d'aquí ve el nom. El pelatge és principalment de color marró vermellós, amb marques blanques al coll, i les parts inferiors són pàl·lides. Les potes són delicades i esveltes, el cos arquejat i la cua generalment enfonsada sota els quarts posteriors. Manquen de banyes o astes, però en els mascles, els ullals superiors sobresurten i es corben cap enrere.
Els mascles tenen petits canins que sobresurten i, sota la barbeta, una glàndula intramandibular inflada que s'utilitza per marcar territorialment i en el comportament reproductiu. Les femelles també posseeixen aquesta glàndula, però està molt menys inflada i és difícil de discernir a les fotografies.

## Hàbitat i distribució

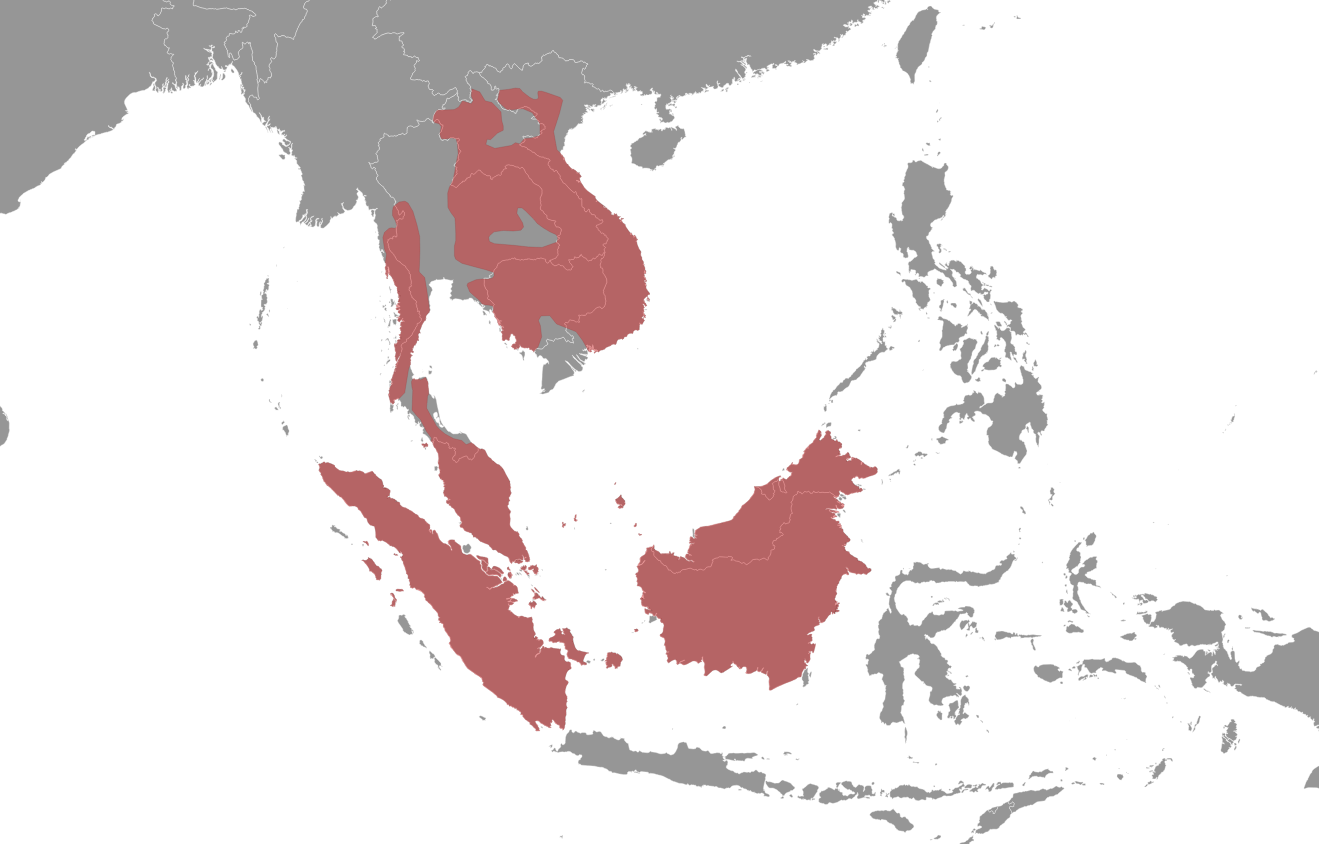

Viu a Indoxina, Myanmar (istme de Kra), Brunei, Cambodja, la Xina (sud de Yunnan), Indonèsia (Kalimantan, Sumatra i moltes illes petites), Laos, Malàisia (Malàisia peninsular, Sarawak i moltes illes petites), Singapur, Tailàndia i el Vietnam.

## Taxonomia
La taxonomia del cérvol ratolí del sud-est asiàtic (Tragulus) és complexa, i després d'uns 120 anys de revisions taxonòmices considerables del gènere encara falta una clau clara per a la determinació d'espècies i subespècies. Mitjançant l'anàlisi craniomètrica de 338 cranis de Tragulus i algun estudi dels patrons de coloració del pelatge hem arribat a una millor comprensió de la taxonomia del ratolí-cérvol. Els nostres resultats mostren que hi ha tres grups d'espècies: el T . javanicus -grup, el T . grup napu i T . versicolor. Dins de la T. javanicus -grup reconeixem tres espècies: T .javanicus (de Java), T . williamsoni (del nord de Tailàndia i possiblement del sud de la Xina) i T . kanchil (de la resta de la gamma), i dins d'aquestes espècies reconeixem provisionalment 16 subespècies. Dins de la T. napu -grup reconeixem dues espècies: T . nigricans (de Balabac), i T . napu (de la resta de la gamma); dins d'aquestes espècies reconeixem provisionalment vuit subespècies. T . versicolorde Nhatrang, al sud-est de Vietnam, és diferent dels dos grups anteriors.

## Reproducció
Formen parelles monògames. El mascle marca el seu territori a la femella amb la secreció d'una glàndula que tenen a la mandíbula. Les cries neixen completament formades i actives, i es posen dempeus a la mitja hora de vida. Les cries maduren sexualment als 5 mesos. El seu període de gestació és de 140-155 dies. Normalment tenen una cria per gestació tot i que les femelles es poden tornar a aparellar 48 hores després del part, per la qual cosa tenen diverses cries a l'any.
El primer és que encara que molts naixements es produeixen al maig, novembre o desembre, les femelles poden reproduir-se durant tot l'any (Kusuda et al).

## Comportament
Són animals de naturalesa tímida i hàbits nocturns. S'han d'amagar entre la vegetació per evitar ser presa d'aus, serps o mamífers i gossos salvatges.

### Ecologia
La distància mitjana recorreguda és de 550 m per dia; aquesta activitat diürna es veu trencada per breus períodes de repòs en zones protegidas, com els troncs d'arbres caiguts i els arbustos. En canvi, els llargs descansos nocturns (fins a vuit hores de durada) solen tenir lloc en boscos oberts amb poc sotabosc. Tant els mascles com les femelles ocupen dominis d'unes 5 hectàrees de superfície, cadascun amb una àrea bàsica d'ús intens. Les femelles generalment tenen diferents rangs de nucli de les femelles veïnes, i els rangs de nucli dels mascles no se superposen als dels altres mascles; hi ha algunes evidències de comportament territorial entre els homes. Hi ha una gran superposició entre els rangs d'habitatges dels sexes.
La seva petita mida el fa menys susceptible a les trampes posades per a espècies més grans, tot i que pot ser una caça intensa amb il·luminació nocturna. E

### Cicle del son
El patró de son i l'activitat circadiana del cérvol ratolí (Tragulus kanchil) és representatiu del grup basal (Tragulidae) d'ungulats uniformes que van evolucionar fa entre 40 i 50 milions d'anys. Els estudis comparatius del son són un enfocament per entendre els determinants ambientals i evolutius del son. Es creu que les principals característiques del son en el cérvol ratolí estan determinades en gran manera per factors ecològics, com ara la temperatura ambiental i la depredació, així com la mida i la fisiologia del cérvol ratolí.
S'ha vist que dormen en una postura acostada o dempeus. La quantitat total de son d'ona lenta (SWS o moviment ocular no ràpid, son NREM) i especialment el son paradoxal (PS o son de moviment ocular ràpid, son REM) és relativament petita en comparació amb la majoria d'altres espècies de mamífers. El son REM es caracteritza per atonia muscular o hipotonia ben delimitada, activació d'EEG, així com REMs, La prevalença del son de moviment ocular no ràpid (NREM) amb els dos ulls oberts en el cérvol ratolí suggereix que el processament visual pot ser possible durant el son NREM.
El patró de son del cérvol-ratolí sembla estar adaptat a les condicions ambientals del bosc tropical. Tenint en compte que els depredadors d'un bosc tropical poden estar actius en diferents moments del dia, l'activitat crepuscular dels cérvols ratolins menors pot ser una estratègia per maximitzar l'activitat durant els períodes més còmodes termes de temperatura. També es creu que tenen un son polifàsic, així com una disminució del grau de ciclicitat en forma d'episodis alternatius d'ones lentes de son (SWS) i REM que fan que tinguin comportament plàstic en funció de les condicions externes (per exemple, el mode de activitat dels depredadors).

## Dieta

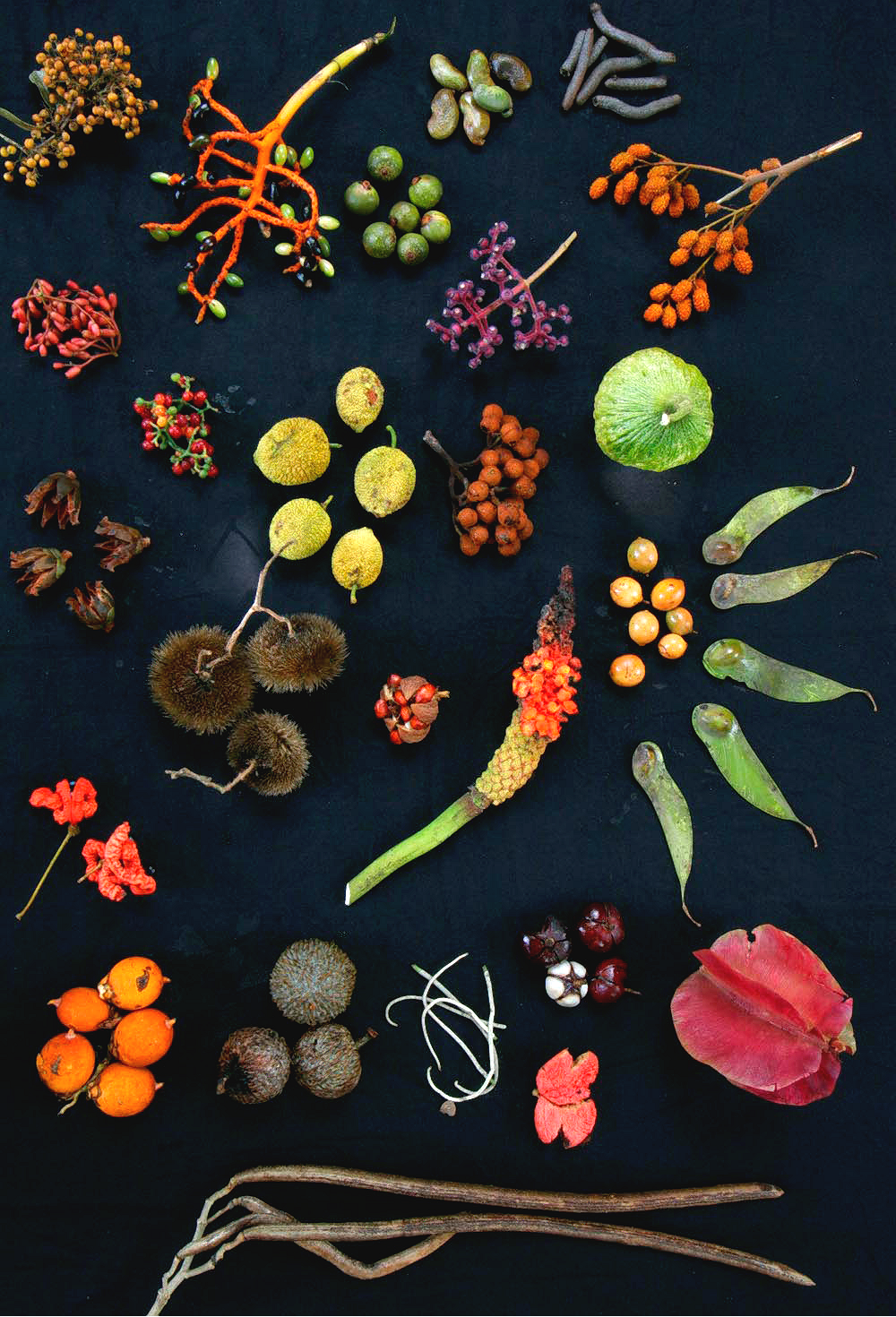
Fruits del bosc

Són herbívors primitius. Principalment s'alimenten de fruits, fulles i baies.

## Conseqüències ambientals
A causa de la ràpida urbanització, l'explotació forestal i l'expansió agrícola, la fragmentació dels boscos està afectant negativament les poblacions de vida salvatge autòctona dels tròpics.

## Conte popular
En un folklore d' Indonèsia i de Malàisia, el cérvol ratolí Sang Kancil és un enganyador astut semblant a Br'er Rabbit dels contes de l'Oncle Remus, fins i tot comparteix alguns arguments de la història, com quan tots dos enganyen als enemics fent veure que estan morts o inanimats,  o perdre una carrera davant d'oponents més lents.